# Joseph Weber
Joseph Weber (17. května 1919 Paterson, New Jersey – 30. září 2000 Pittsburgh, Pensylvánie) byl americký fyzik; první, který začal přednášet o principu laseru a maseru. Byl průkopníkem při hledání gravitačních vln a vyvinul k tomuto výzkumu jejich první detektor.

## Původ
Weberovi rodiče se ve skutečnosti jmenovali Gerberovi (a Joseph Weber byl původně Jonas), ale emigrovali pod falešným vízem se jménem Weber do USA. Jeho otec pocházel z Litvy, jeho matka z Lotyšska.

## Život a dílo
Weber studoval na US Naval Academy v Annapolis. Po jeho účast v druhé světové válce, ve kterém Weber sloužil v námořnictvu sloužil, učil a vedl výzkum na University of Maryland v College Park. V roce 1948 se stal profesorem elektrotechniky, ale v roce 1951 začal studovat fyziku a v roce 1951 současně promoval prací o mikrovlnném inverzním spektru amoniaku na Catholic University of America Physik. V roce 1961 se stal profesorem fyziky na University of Maryland. V roce 1989 se stal emeritním profesorem.
Weber významně přispěl v oblasti laserové technologie; rozpoznal maserový princip před Gordonem, Zeigerem a Charlesem Townesem a uvedl jej v letech 1952 a 1953. Weber diskutoval o maseru, ale pouze jako o zesilovači a zároveň se jej nesnažil stavět. Kromě toho navrhl, jak dosáhnout zlepšení populační inverze. Po uznání tohoto úspěchu v roce 1958 na IRE (Institute of Radio Engineers) a obdržel v roce 1958 cenu na Washingtonské akademii věd. V roce 1955 působil v ústavu pro pokročilá studia a zabýval se obecnou teorií relativity, o níž v Leidenu v roce 1956 naslouchal přednáškám Johna Archibalda Wheelera, kam přišel za/s/mezi Charlesem Misnerem a Wheelerem, aby diskutoval o gravitačních vlnách. V 60. letech 20. století pak vyvinul první detektor gravitačních vln.
Weber byl přesvědčen o tom, že jeho detektory, které se skládaly z velkých hliníkových kovových válců se slepenými piezoelektrickými prvky a které postavil v roce 1960, umožní zachytit gravitační vlny. V roce 1960 tím vyvolal velký rozruch. V roce 1969 ohlásil detekci gravitačních vln z měření koincidenční detektorů v Marylandu a Argonne National Laboratory (1000 km vzdálenost). Nicméně, protože jeho měření nemohla být porovnána jinými výzkumníky, jeho experimentální výsledky zůstaly kontroverzními. Zejména Richard Garwin v 70. letech silně kritizoval Weberovy pokusy. Weber však pokračoval ve svých pokusech (domníval se například, že události gravitačních měření s měřeními neutrin ze supernovy 1987A a gama záblesků v 90. letech 20. století již nalezl), u svých kolegů však neprokázal, že by výsledky měření byly pomocí Weberovy metody dosažitelné.
Nicméně, Weberův výzkum zpopularizoval výzkum gravitačních vln.
Byl dvakrát ženatý. S první manželkou Anitou Strausovou (zemřela v roce 1971) měl čtyři syny. Podruhé byl ženatý s astronomkou Virginií Trimbleovou.
V roce 1972 mu byla udělena Cena Borise Pregela (Boris Pregel Award), v roce 1970 Cena Sigma Xi (Sigma Xi Award) a Babsonova cena (Babson Award der Gravity Research Foundation). V roce 1959 získal první cenu Gravity Research Foundation. V letech 1955–1956 a v letech 1962–1963 získal Guggenheimovo stipendium, v roce 1960 stipendium od American Physical Society; a v roce 1963 získal stipendium od Fulbrightovy nadace. V roce 1988 byl na technických studiích v Marylandu (Maryland Engineering) uveden do síně slávy.

## Dílo
- General Relativity and Gravitational Waves, Interscience 1961 (anglicky)
- Detection and Generation of Gravitational Waves, Physical Review, Sv. 117, 1960, S. 306 (anglicky)